# Liste in Paraguay vorhandener Dampflokomotiven
Dies ist eine Liste erhaltener Dampflokomotiven des Schienenverkehrs in Paraguay.

## 1435 mm Spurweite
| Foto | Nummer oder Name          | Bauart / Achsfolge | Hersteller                        | Fabrik-nr. | Baujahr | Historie | Eigentümer / Betreiber / Strecke | Bemerkungen                  |
| ---- | ------------------------- | ------------------ | --------------------------------- | ---------- | ------- | -------- | -------------------------------- | ---------------------------- |
|      | ? No. 'Sapucai'           | 2’A1’              | W. Fairbairn                      |            | 1861    |          | Estación San Francisco           | Älteste Lokomotive Paraguays |
|      | FCPCAL No. 521            | 1’D                | North British Locomotive Co.      | 19670      | 1912    |          | Estación Botanico                | [ 2 ]                        |
|      | FCPCAL No. 226            | 2’C                | North British Locomotive Co.      | 19212      | 1910    |          | La Cachamba Vagar Bar            | [ 3 ]                        |
|      | FCPCAL No. 228            | 2’C                | North British Locomotive Co.      | 19214      | 1910    |          | Estación Central del Ferrocarril | [ 4 ]                        |
|      | FCPCAL No. 52             | 1’C                | North British Locomotive Co.      | 19135      | 1911    |          | Ferrocarril Carlos Antonio Lopez | [ 5 ]                        |
|      | FCPCAL No. 524            | 1’D                | North British Locomotive Co.      | 19673      | 1912    |          | Ferrocarril Carlos Antonio Lopez | [ 6 ]                        |
|      | FCPCAL No. 58             | 1’C                | North British Locomotive Co.      | 19141      | 1911    |          | Ferrocarril Carlos Antonio Lopez | [ 7 ]                        |
|      | FCPCAL No. 59             | 1’C                | North British Locomotive Co.      | 19142      | 1911    |          | Ferrocarril Carlos Antonio Lopez | [ 8 ]                        |
|      | FCPCAL No. 101            | 1’C                | North British Locomotive Co.      | 19144      | 1911    |          | Ferrocarril Carlos Antonio Lopez | [ 9 ]                        |
|      | FCPCAL No. 102            | 1’C                | North British Locomotive Co.      | 19145      | 1911    |          | Ferrocarril Carlos Antonio Lopez | [ 10 ]                       |
|      | FCPCAL No. 104            | 1’C                | North British Locomotive Co.      | 19147      | 1911    |          | Antigua Estación de Tren         | [ 11 ]                       |
|      | FCPCAL No. 334            | 1’D                | North British Locomotive Co.      | 20397      | 1914    |          | Ferrocarril Carlos Antonio Lopez | [ 12 ]                       |
|      | FCPCAL No. 54             | 1’C                | North British Locomotive Co.      | 19137      | 1911    |          | Antigua Estación de Tren         | [ 13 ]                       |
|      | FCPCAL No. 235            | 2’C                | North British Locomotive Co.      | 19855      | 1912    |          | Antigua Estación de Tren         | [ 14 ]                       |
|      | FCPCAL No. 286            | 2’C                | Kerr Stuart & Co (Stoke on Trent) | 1331       | 1914    |          | Ferrocarril Carlos Antonio Lopez | [ 15 ]                       |
|      | FCPCAL No. 291            | 2’C                | Kerr Stuart & Co (Stoke on Trent) | 1336       | 1914    |          | Antigua Estación de Tren         | [ 16 ]                       |
|      | FCPCAL No. 151            | 1’C                | Yorkshire Engine Co. (Sheffield)  | 2513       | 1953    |          | Museo de Trenes                  | [ 17 ]                       |
|      | FCPCAL No. 152            | 1’C                | Yorkshire Engine Co. (Sheffield)  | 2514       | 1953    |          | Museo de Trenes                  | [ 18 ]                       |
|      | FCPCAL No. 2              | 1’C1’              | Hawthorn Leslie & Co.             | 2809       | 1910    |          | Museo de Trenes                  | [ 19 ]                       |
|      | FCPCAL No. 53             | 1’C                | North British Locomotive Co.      | 19136      | 1911    |          | Museo de Trenes                  | [ 20 ]                       |
|      | FCPCAL No. 5              | 1’C1’              | Hawthorn Leslie & Co.             | 2977       | 1914    |          | Museo de Trenes                  | [ 21 ]                       |
|      | FCPCAL No. 83             | 1’C                | Couillet                          | 1582       | 1948    |          | Museo de Trenes                  | [ 22 ]                       |
|      | Sucrerie Parassulva No. ? | B                  | Borsig, Berlin-Tegel              | 7473       | 1910    |          | Azucarera Paraguaya              | [ 23 ]                       |
|      | Sucrerie Parassulva No. ? | B                  | Borsig, Berlin-Tegel              | 7624       | 1910    |          | Plaza de Tebicuary               | [ 24 ]                       |
|      | FCPCAL No. 60             | 1’C                | North British Locomotive Co.      | 19143      | 1911    |          | Antigua Estación de Tren         | [ 25 ]                       |

## 1000 mm Spurweite
| Foto | Nummer oder Name                        | Bauart / Achsfolge | Hersteller                | Fabrik-nr. | Baujahr | Historie | Eigentümer / Betreiber / Strecke | Bemerkungen |
| ---- | --------------------------------------- | ------------------ | ------------------------- | ---------- | ------- | -------- | -------------------------------- | ----------- |
|      | Guggiari Gaona & Cie Asuncion No. ?     | C                  | Orenstein & Koppel        | 3609       | 1909    |          | Open Air Museum                  | [ 26 ]      |
|      | Sucrerie Parassulva No. ?               | B                  | Orenstein & Koppel        | 3597       | 1909    |          | Azucarera Paraguaya              | [ 27 ]      |
|      | Sugar Factory Tebicuary No. 'Tebicuary' | B                  | Hanomag (Hannover-Linden) | 4992       | 1906    |          | Azucarera Paraguaya              | [ 28 ]      |
|      | Azucarera Paraguaya No. 2               | D                  | Orenstein & Koppel        | 10786      | 1924    |          | Azucarera Paraguaya              | [ 29 ]      |

## 760 mm Spurweite
| Foto | Nummer oder Name                     | Bauart / Achsfolge | Hersteller                    | Fabrik-nr. | Baujahr | Historie | Eigentümer / Betreiber / Strecke | Bemerkungen |
| ---- | ------------------------------------ | ------------------ | ----------------------------- | ---------- | ------- | -------- | -------------------------------- | ----------- |
|      | Paraguayan Chaco No. 5 'Don Carlos'  | 1’D1’              | Manning Wardle                | 1916       | 1901    |          | Carlos Casado SA.                | [ 30 ]      |
|      | Unknown No. 2                        | B                  | ?                             |            |         |          | Compania Carlos Casado           | [ 31 ]      |
|      | Paraguayan Chaco No. 2 'Laurita'     | B                  | Krauss (München)              | 5077       | 1902    |          | Parque Ruedas Pioneras           | [ 32 ]      |
|      | FC Carlos Casado No. 8 'Maria Innes' | 1’D1’              | Henschel & Sohn (Kassel)      | 21239      | 1928    |          | Hotel Daliani                    | [ 33 ]      |
|      | FC Carlos Casado No. 9               | 1’D1’              | Henschel & Sohn (Kassel)      | 22597      | 1935    |          | La Victoria Court                | [ 34 ]      |
|      | Paraguayan Chaco No. ?               | B’B                | BMAG – Schwartzkopff (Berlin) | 8459       | 1925    |          | Quebracho Logging Operations     | [ 35 ]      |
|      | Paraguayan Chaco No. 1               | B                  | Arthur Koppel                 |            | 1898    |          | Quebracho Logging Operations     | [ 36 ]      |
|      | Paraguayan Chaco No. 3               | C                  | Borsig, Berlin-Tegel          | 5387       | 1904    |          | Quebracho Logging Operations     | [ 37 ]      |
|      | Paraguayan Chaco No. 4               | C1                 | ?                             | 1793       | 1928    |          | Quebracho Logging Operations     | [ 38 ]      |
|      | Paraguayan Chaco No. 6               | C1                 | Henschel & Sohn (Kassel)      | 20752      | 1926    |          | Quebracho Logging Operations     | [ 39 ]      |
|      | Paraguayan Chaco No. 7               | C                  | Orenstein & Koppel            | 1978       | 1906    |          | Quebracho Logging Operations     | [ 40 ]      |